# Majmławki
Majmławki (deutsch Mamlack) ist ein Ort in der polnischen Woiwodschaft Ermland-Masuren. Er gehört zur Gmina Sępopol (Stadt- und Landgemeinde Schippenbeil) im Powiat Bartoszycki (Kreis Bartenstein).

## Geographische Lage
Majmławki liegt an dem bei Lipica (Lindenau) entspringenden Flüsschen Mamłak (deutsch Mamlack), der bei Lwowiec (Löwenstein) in die Guber mündet, in der nördlichen Mitte der Woiwodschaft Ermland-Masuren. Bis zur einstigen und heute auf russischem Staatsgebiet gelegenen Kreisstadt Gerdauen (russisch Schelesnodoroschny) sind es 13 Kilometer in nordöstlicher Richtung, bis zur heutigen Kreismetropole Bartoszyce (deutsch Bartenstein) zehn Kilometer in südwestlicher Richtung.

## Geschichte
Das vor 1772 Mahnlaken, vor 1784 Mamlacken und vor 1871 Mahmlack genannte Dorf wurde 1874 als „Landgemeinde Mamlack“ Teil des neu errichteten Amtsbezirks Laggarben (polnisch Garbno) im ostpreußischen Kreis Gerdauen. Am 2. April 1894 wurde die Landgemeinde Mamlack aufgelöst und die Grundstücke am 14. August 1894 auf drei Kommunen aufgeteilt: 
- der südliche Teil kam zur Landgemeinde Laggarben[4] (polnisch Garbno),
- der nördliche Teil zur Landgemeinde Dietrichsdorf[5] (polnisch Dzietrzychowo), teilweise auch zu Woninkeim (Wanikajmy).

In Kriegsfolge kam 1945 das gesamte südliche Ostpreußen zu Polen. Mamlack erhielt die polnische Namensform „Mamławki“ und ist heute Teil der Stadt- und Landgemeinde Sępopol (Schippenbeil) im Powiat Bartoszycki (Kreis Bartenstein), von 1975 bis 1998 der Woiwodschaft Olsztyn, seither der Woiwodschaft Ermland-Masuren zugehörig.

## Kirche
Bis 1945 war Mamlack in die evangelische Kirche Dietrichsdorf, eine Filialkirche von Laggarben, in der Kirchenprovinz Ostpreußen der Kirche der Altpreußischen Union, außerdem in die römisch-katholische Kirche St. Bruno in der heute auf russischem Gebiet gelegenen Stadt Insterburg (russisch Tschernjachowsk) im Bistum Ermland eingepfarrt.
Heute gehört Mamławki katholischerseits zur Pfarrei Garbno (Laggarben) im Erzbistum Ermland, evangelischerseits zu den Kirchen Barciany (Barten) bzw. Bartoszyce (Bartenstein), beides Filialkirchen der Pfarrei Kętrzyn (Rastenburg) innerhalb der Diözese Masuren der Evangelisch-Augsburgischen Kirche in Polen.

## Verkehr
Mamławki liegt an einer Nebenstraße, die von Dzietrzychowo (Dietrichsdorf) nach hier und als Landweg weiter bis nach Kościelne führt. Eine Anbindung an den Bahnverkehr besteht nicht.